# Vương Đăng Bình
Vương Đăng Bình (tiếng Trung: 王登平; sinh tháng 11 năm 1952) là Phó Đô đốc Hải quân Quân Giải phóng Nhân dân Trung Quốc (PLAN). Ông từng giữ chức vụ Phó Chính ủy Hải quân Quân Giải phóng Nhân dân Trung Quốc, Chính ủy Hạm đội Bắc Hải và Chính ủy Hạm đội Nam Hải.

## Tiểu sử
Vương Đăng Bình sinh tháng 11 năm 1952 ở Phì Tây, Hợp Phì, tỉnh An Huy. Ông học vô tuyến điện tử học tại Đại học Thanh Hoa vào những năm 1970 và tốt nghiệp nghiên cứu sinh chuyên ngành chính trị học ở Trường Đảng Trung ương Đảng Cộng sản Trung Quốc.
Tháng 12 năm 1970, Vương Đăng Bình nhập ngũ, ở giữa thời kỳ Cách mạng Văn hoá, trưởng thành từ chiến sĩ và từng đảm nhiệm chức vụ Trung đội trưởng, Chỉ đạo viên chính trị và từng có thời gian làm Thư ký cho Thượng tướng Chu Khắc Ngọc, Chính ủy Tổng cục Hậu cần Quân Giải phóng Nhân dân Trung Quốc. Sau đó, Vương Đăng Bình gia nhập lực lượng Hải quân Quân Giải phóng Nhân dân Trung Quốc được bổ nhiệm làm Phó Chính ủy Căn cứ thuộc Hải quân Thanh Đảo.
Tháng 7 năm 2002, Vương Đăng Bình được phong quân hàm Chuẩn đô đốc. Năm 2003, Vương Đăng Bình được bổ nhiệm làm Chính ủy Căn cứ Bảo đảm thuộc Hải quân Thanh Đảo. Năm 2006 đến năm 2009, ông đảm nhiệm chức vụ Chính ủy Cục Trang bị Hải quân Quân Giải phóng Nhân dân Trung Quốc.
Năm 2008, Vương Đăng Bình được bầu làm Đại biểu Đại hội đại biểu Nhân dân toàn quốc (Quốc hội Trung Quốc) khóa XI nhiệm kỳ 2008 đến năm 2013.
Tháng 12 năm 2009, Vương Đăng Bình được bổ nhiệm giữ chức Chính ủy Hạm đội Bắc Hải. Tháng 7 năm 2011, ông được thăng quân hàm Phó Đô đốc. Tháng 7 năm 2012, ông được điều chuyển làm Phó Chính ủy Quân khu Quảng Châu kiêm Chính ủy Hạm đội Nam Hải.
Tháng 12 năm 2014, Vương Đăng Bình được bổ nhiệm giữ chức vụ Phó Chính ủy Hải quân Quân Giải phóng Nhân dân Trung Quốc (PLAN). Tháng 2 năm 2016, ông được miễn nhiệm chức vụ Phó Chính ủy Hải quân Quân Giải phóng Nhân dân Trung Quốc, nghỉ hưu ở tuổi 64.